# Girls' Generation (album, 2007)
Pour les articles homonymes, voir Girls' Generation.
Albums de Girls' Generation
Oh!
(2010)
EPs par Girls' Generation
Gee
(2009)
Singles
1. Into the New World
Sortie : 2 août 2007
2. Girls' Generation
Sortie : 1 novembre 2007
3. Kissing You
Sortie : 13 janvier 2008
4. Baby Baby
Sortie : 13 mars 2008

Girls' Generation (en Hangeul: 소녀시대) est le premier album studio du groupe sud-coréen Girls' Generation. L'album est sorti le 1er novembre 2007 sous le label SM Entertainment en Corée du Sud. La chanson titre Girls' Generation a été promu de novembre à décembre 2007, c'est une reprise d'un hit de Lee Seung Chul sorti en 1989. Le titre du duo Taeyeon et Kangta est dû à leur date de naissance respective, 1979 pour Kangta et 1989 pour Taeyeon ce qui donne "7989". La dixième piste, "Honey (Sowon)", est une ré-arrangement de la chanson "Perfect for You (Sowon)" qui était présente sur leur single "Dasi Mannan Segye (Into the new world)". Cet album arrive à la 2e place du classement Gaon. Il se vend à 49 438 exemplaires la première semaine pour finir avec environ 160 000 exemplaires vendus.

## Liste des chansons
| CD Girls' Generation | CD Girls' Generation                                    | CD Girls' Generation            | CD Girls' Generation            | CD Girls' Generation | CD Girls' Generation | CD Girls' Generation | CD Girls' Generation | CD Girls' Generation | CD Girls' Generation |
| No                   | Titre                                                   | Paroles                         | Musique                         | Durée                |                      |                      |                      |                      |                      |
| -------------------- | ------------------------------------------------------- | ------------------------------- | ------------------------------- | -------------------- | -------------------- | -------------------- | -------------------- | -------------------- | -------------------- |
| 1.                   | So Nyeo Si Dae (Girls' Generation) (소녀시대)           | Lee Seung-Chul                  | Song Jae Jun                    | 03:50                |                      |                      |                      |                      |                      |
| 2.                   | Ooh La-La!                                              | Yoon Hyo Sang                   | Steve Lee                       | 03:54                |                      |                      |                      |                      |                      |
| 3.                   | Baby Baby                                               | Hwang Seong Je (BJJ), Yoo Jenny | Hwang Seong Je (BJJ), Yoo Jenny | 03:11                |                      |                      |                      |                      |                      |
| 4.                   | Complete                                                | Jo Yoon Gyung                   | Jan Lysdahl, Ingrid Skretting   | 03:56                |                      |                      |                      |                      |                      |
| 5.                   | Kissing You                                             | Lee Jae Myung                   | Lee Jae Myung                   | 03:19                |                      |                      |                      |                      |                      |
| 6.                   | Merry-Go-Round                                          | Kim Jeong Bae                   | Kenzie                          | 03:14                |                      |                      |                      |                      |                      |
| 7.                   | Geudaereul Boreumyon (Tears) (그대를 부르면)            | Kim Seok Hyeon (Avenue47)       | Park Gi Wan (Avenue47)          | 03:53                |                      |                      |                      |                      |                      |
| 8.                   | Tinkerbell                                              | Jo Yoon Gyeong                  | Ingrid Skretting                | 02:56                |                      |                      |                      |                      |                      |
| 9.                   | 7989 (Taeyeon & Kangta)                                 | Kangta                          | Kangta                          | 03:30                |                      |                      |                      |                      |                      |
| 10.                  | Honey (Sowon) (소원)                                    | Kwon Yun Jeong                  | Ingrid Skretting                | 03:15                |                      |                      |                      |                      |                      |
| 11.                  | Dasi Mannan Segye (Into the New World) (다시 만난 세계) | Kim Jeong Bae                   | Kenzie                          | 04:25                |                      |                      |                      |                      |                      |
| 39:33                |                                                         |                                 |                                 |                      |                      |                      |                      |                      |                      |

Albums de Girls' Generation
Oh!
(2010)
EPs par Girls' Generation
Gee
(2009)
Singles
1. Into the New World
Sortie : 2 août 2007
2. Girls' Generation
Sortie : 1 novembre 2007
3. Kissing You
Sortie : 13 janvier 2008
4. Baby Baby
Sortie : 13 mars 2008

Baby Baby est un repackaged album de leur premier album sorti le 17 mars 2008 sous le label SM Entertainment en Corée du Sud. Il contient trois pistes supplémentaires, un remix de "Kissing You" et la version courte et longue de la chanson "Let's Go So Nyeo Si Dae!!". Pour l'occasion un clip de "Baby Baby" est sorti ainsi que le making of du clip et de la création de l'album. Cet album se vend à environ 108 000 exemplaires.
| CD Baby Baby | CD Baby Baby                                                    | CD Baby Baby                    | CD Baby Baby                    | CD Baby Baby | CD Baby Baby | CD Baby Baby | CD Baby Baby | CD Baby Baby | CD Baby Baby |
| No           | Titre                                                           | Paroles                         | Musique                         | Durée        |              |              |              |              |              |
| ------------ | --------------------------------------------------------------- | ------------------------------- | ------------------------------- | ------------ | ------------ | ------------ | ------------ | ------------ | ------------ |
| 1.           | So Nyeo Si Dae (Girls' Generation) (소녀시대)                   | Lee Seung-Chul                  | Song Jae Jun                    | 03:50        |              |              |              |              |              |
| 2.           | Ooh La-La!                                                      | Yoon Hyo Sang                   | Steve Lee                       | 03:54        |              |              |              |              |              |
| 3.           | Baby Baby                                                       | Hwang Seong Je (BJJ), Yoo Jenny | Hwang Seong Je (BJJ), Yoo Jenny | 03:11        |              |              |              |              |              |
| 4.           | Complete                                                        | Jo Yoon Gyung                   | Jan Lysdahl, Ingrid Skretting   | 03:56        |              |              |              |              |              |
| 5.           | Kissing You                                                     | Lee Jae Myung                   | Lee Jae Myung                   | 03:19        |              |              |              |              |              |
| 6.           | Merry-Go-Round                                                  | Kim Jeong Bae                   | Kenzie                          | 03:14        |              |              |              |              |              |
| 7.           | Geudaereul Boreumyon (Tears) (그대를 부르면)                    | Kim Seok Hyeon (Avenue47)       | Park Gi Wan (Avenue47)          | 03:53        |              |              |              |              |              |
| 8.           | Tinkerbell                                                      | Jo Yoon Gyeong                  | Ingrid Skretting                | 02:56        |              |              |              |              |              |
| 9.           | 7989 (Taeyeon & Kangta)                                         | Kangta                          | Kangta                          | 03:30        |              |              |              |              |              |
| 10.          | Honey (Sowon) (소원)                                            | Kwon Yun Jeong                  | Ingrid Skretting                | 03:15        |              |              |              |              |              |
| 11.          | Dasi Mannan Segye (Into the New World) (다시 만난 세계)         | Kim Jeong Bae                   | Kenzie                          | 04:25        |              |              |              |              |              |
| 12.          | Kissing You (Skool Rock Remix)                                  | Lee Jae Myung                   | Lee Jae Myung                   | 03:08        |              |              |              |              |              |
| 13.          | Let's Go So Nyeo Si Dae!! (Long Ver.) (소녀시대!! (길게 듣기))  |                                 |                                 | 09:46        |              |              |              |              |              |
| 14.          | Let's Go So Nyeo Si Dae!! (Short Ver.) (소녀시대!! (짧게 듣기)) |                                 |                                 | 06:19        |              |              |              |              |              |
| 58:39        |                                                                 |                                 |                                 |              |              |              |              |              |              |